# 애리조나 카이오티스
애리조나 카이오티스(영어: Arizona Coyotes)는 미국 애리조나주 템피의 프로 아이스하키팀이다. 1996년부터 2024년까지 NHL 서부 콘퍼런스 센트럴 디비전에 참가했으면 홈구장은 멀렛 아레나였다.
1972년 월드 하키 어소시에이션에 위니펙 제츠로 창단하였으며 1979년 NHL로 이전하였다. 1996년 피닉스로 연고이전 후 US 에어웨이스 센터를 사용하다 2003년부터 2022년까지 힐라 리버 아레나를 홈구장으로 사용하였다. 2022-2023 시즌부터 최소 3년간 멀렛 아레나를 홈구장으로 사용할 예정이다.
2009년 경영부실로 인하여 파산한 후에 2013년 8월까지 NHL 나머지 29개 구단의 공동 소유로 운영되었다.
2014년 1월 새 구단주인 아이스애리조나 에큐세이션 Co., LLC (2013년 8월 5일 구단주가 됨.)가 2014~2015 시즌부터 팀명이 다시 애리조나 카이오티스로 변경되었다.
2021-2022 시즌 시애틀 크라켄이 참가하여 센트럴 디비전으로 이동했다.
2024-2025 시즌 리그에 참가 중단되었다. 대신 유타 하키 클럽이 참가할 예정이다.

## 역대 홈경기장
| 경기장                   | 사용기간      | 수용인원 | 장소                | 비고                                                                                        |
| ------------------------ | ------------- | -------- | ------------------- | ------------------------------------------------------------------------------------------- |
| 아메리카 웨스트 아레나   | 1996년~2003년 | 16,210명 | 애리조나주 피닉스   | 현재 경기장명은 PHX 아레나이다.                                                             |
| 데저트 다이아몬드 아레나 | 2003년~2022년 | 17,125명 | 애리조나주 글렌데일 | 글렌데일 아레나(2003년~2006년) 자빙닷컴 아레나(2006년~2014년) 힐라 리버 아레나(2014년~2022) |
| 멀렛 아레나              | 2022년~2024년 | 4,600명  | 애리조나주 템피     | 빈칸                                                                                        |

## 영구 결번
| 번호 | 선수명  | 포지션   | 활동 기간   | 지정일          |
| ---- | ------- | -------- | ----------- | --------------- |
| 19   | 셰인 돈 | 라이트윙 | 1996~2017년 | 2019년 2월 24일 |

비고
- 셰인 돈의 등번호 19번은 공식적으로는 2019년 2월 24일에 결번됐다. 공식적으로 첫 애리조나 프랜차이즈 결번으로서 경기장에 처음으로 걸리는 등번호다.
- NHL은 2000년 NHL 올스타전에서 웨인 그레츠키의 등번호 99번을 리그 전 구단 결번으로 지정했다.

## 같이 보기
- 유타 NHL 팀